# Karto-Teka Gdańska
Karto-Teka Gdańska – półrocznik naukowy wydawany przez Pomorskie Towarzystwo Filozoficzno-Teologiczne oraz Wydział Filologiczny Uniwersytetu Gdańskiego. Pismo wychodzi od 2017 roku. Problematyka podejmowana na łamach półrocznika obejmuje zagadnienia z obszaru filozofii, religioznawstwa, antropologii kulturowej, historii i teologii.Każdy numer pisma zawiera stałe działy: Artykuły (temat przewodni numeru), Varia, Archiwum humanistyki, Recenzje i polemiki oraz sprawozdania. Każdy artykuł półrocznika podlega procedurze recenzowania. Podstawową wersją pisma jest wersja internetowa. Informacja o ilości pobrań i wejść na stronę czasopisma jest ogólnie dostępna. Czasopismo znajduje się na liście czasopism punktowanych przez MEiN.

## Historia
Półrocznik powstał z inicjatywy naukowców o interdyscyplinarnych zainteresowaniach, związanych z pomorskimi środowiskami naukowymi i działających w ramach Pomorskiego Towarzystwa Filozoficzno-Teologicznego. Bezpośrednimi założycielami byli Zbyszek Dymarski i Maria Urbańska-Bożek, która kieruje pismem od chwili jego powstania.

## Cele i zadania
Pismo ma charakter interdyscyplinarny. Publikowane są w nim artykuły z zakresu szeroko pojętych nauk humanistycznych i społecznych, ze szczególnym nachyleniem ku filozofii, teologii, religioznawstwu oraz antropologii kulturowej. Nad utrzymaniem linii programowej czuwa Rada Naukowa, w skład której wchodzą uczeni z Polski i innych krajów. Rada Redakcji podejmuje starania, by każdy numer półrocznika miał temat przewodni.

## Autorzy „Karto-Teki Gdańskiej”[9]
- Dariusz Barbaszyński
- Agnieszka Bednarek-Bohdziewicz
- Tomasz Biłka OP
- Aleksander Bobko
- Tarzycjusz Buliński
- Anna Chęćka
- Hieronim Chojnacki
- Grzegorz Chrzanowski OP
- Frank Decker?(inne języki)(inne języki)
- Janusz Dobieszewski
- Maciej Dombrowski
- Łukasz Dominiak
- Andrzej Draguła
- Wojciech Gajewski
- Tomasz Gałuszka OP
- Monika Humeniuk
- Henryk Elzenberg
- Marcin Grodzki
- Gunnar Heinsohn
- Paweł Horodecki?(inne języki)(inne języki)
- Marzenna Jakubczak
- bp Michał Janocha
- Dominik Jarczewski OP
- Hieronim Kaczmarek OP

- Michał Kaczmarczyk
- Zbigniew Kaźmierczyk
- Lilianna Kiejzik
- Edmund Kizik
- Kłoczowski Jan Andrzej  OP
- Piotr Kostyło
- Władysław Krajewski
- Olga Kubińska
- Zbigniew Landowski
- Andrzej C. Leszczyński
- Grzegorz Lewicki
- Józef Majewski
- Krzysztof Mech
- Justyna Melonowska
- Katarzyna Mirgos
- Elżbieta Mikiciuk
- Michał Mrozek OP
- Ks. Krzysztof Niedałtowski
- Marek Nowak OP
- Małgorzata Obrycka
- Tomasz Olczyk
- Grzegorz Ojcewicz
- Katarzyna Pachniak
- Michał Paluch OP

- Henryk Paprocki
- Romuald Piekarski
- Weronika Piróg
- Jerzy Prokopiuk
- Piotr Przybysz
- Kacper Pyż
- Jacek Aleksander Prokopski
- Edyta Puchalska
- Marian Pułtuski
- Adam Regiewicz
- Piotr Sikora
- Jan Skoczyński
- Adam Synowiecki
- Ewa Szumilewicz
- Karol Tarnowski
- Karol Toeplitz
- Jan Waszak
- Lech Witkowski
- Michał Woroniecki
- Andrzej Woziński
- Michał Wróblewski
- Urszula Zbrzeźniak
- Marta Znaniecka
- Bogusław Żyłko